# الفيض (عسير)
الفيض مركز إداري تابع لمحافظة الحرجة الواقعة في منطقة عسير في جنوب غرب المملكة العربية السعودية. حيث تقع الحرجة بين سلسلة من الجبال وعلى ارتفاع وسطي عن سطح البحر يقدر بـ (2300م) مما يجعلها ذات طقس معتدل صيفاً قادر على جلب السياحة والاصطياف، يتوسطها الطريق الدولي السريع القادم شمالاً من خميس مشيط مروراً بأحد رفيدة وسراة عبيدة بإتجاه محافظة ظهران الجنوب.

## التعليم
بلغ عدد المدارس الابتدائية في الحرجة والفيض (٢٠) مدرسة ابتدائية، والمدارس المتوسطة وصل عددها إلى (٩) مدارس متوسطة، والمدارس الثانوية بلغ عددها (٤) مدارس ثانوية.

## انظر ايضاً
- أبها

## وصلات خارجية
- أمانة منطقة عسير